# Der tanzende Tor (1926)
Der tanzende Tor
ist der deutsche Titel des Stummfilmdramas Klovnen, das Anders W. Sandberg 1926 für die Nordisk Film Kompagni in Dänemark realisierte. Unter demselben Titel hatte er den Stoff 1917 schon einmal behandelt. Das Drehbuch verfasste er zusammen mit Poul Knudsen. Die Titelrolle, die 1917 Valdemar Psilander gespielt hatte, bekam nun der aus Friedrich Wilhelm Murnaus “Faust”-Film bekannte schwedische Schauspieler Gösta Ekman.

## Hintergrund
Die Illustrationsmusik komponierte Walter Schrøder. Die Filmbauten errichteten Carlo Jacobsen und Poul Kanneworff.
Drehbuchautor Poul Knudsen veränderte das alte, schon 1916 geschriebene, eher „naive“ Drehbuch in eine tragische Geschichte, ohne jedoch Sandbergs Vorliebe für Happy Ends aus dem Auge zu verlieren.
Das Remake von Der tanzende Tor hatte in Dänemark am 30. Oktober 1926 Premiere und war international erfolgreich. Der Film wurde auch in Deutschland, Österreich, England, Frankreich, Spanien und Portugal, ja sogar in Finnland und Brasilien aufgeführt. In Dänemark wurde er von der Fotorama, in Deutschland durch die Deutsch-Nordische Film-Union GmbH. verliehen. Verleiher für Österreich war die Lux-Film.
In Deutschland und Österreich wurde der Film wie schon sein Vorgänger von 1917 unter dem Titel Der tanzende Tor gezeigt ; im englischsprachigen Verleihbereich hieß er The Golden Clown.

## Rezeption
Hans Sahl besprach den Film Der tanzende Tor, der im Berliner U. T. Kurfürstendamm gezeigt wurde, sowohl in der Morgenausgabe des Berliner Börsen-Courier, Jg. 59, Nr. 533 vom 14. November 1926, 3. Beil, S. 14, als auch in Der Montag Morgen, Jg. 4, Nr. 46 vom 15. November 1926, S. 4.
"Es ist nicht einfach zu sagen, wieso gerade dieser Film so erfolgreich war. Es ist wahrscheinlich die Symbiose aus dem überarbeiteten Drehbuch, der kunstvollen filmischen Handschrift und der Starbesetzung. Auch für die Neuverfilmung konnte Sandberg einen hervorragenden dänischen Schauspieler für die Rolle des Clown Joe Higgins gewinnen. Gösta Ekman hatte sein schauspielerisches Können schon in der „Faust“-Verfilmung von Murnau bewiesen, mit der er in Deutschland bekannt war. Die Besetzung der Daisy war weniger spektakulär. Karina Bell war, wie auch Ekman, ein gefeierter dänischer Star."
(Denis Peters, 28. Januar 2012)
“A.W. Sandberg’s The Golden Clown fits somewhere between the lovelorn and the macabre, its story mirroring in many ways that of the real-life Deburau, or at least his myth. Working the hinterlands in a tight-knit, family-owned circus in France, Joe Higgins (Gösta Ekman) plays a version of Pierrot, surprising the local crowd with his talent by singing a sad and beautiful song inspired by his love for the circus owner’s daughter. A Somebody from the Big City happens to be in the audience and the clown goes from sideshow to star in an instant, changing the entire family’s fate. They are thrust into the high life of Jazz Age Paris. Swanky hotels, fine dining, and all the couture money can buy are not enough, and the clown’s once easy-to-please girl, finally his wife, seeks out other urbane pleasures. (The real-life Deburau’s trouble began when he murdered a man who insulted his wife. Crowds turned out for his trial to hear the great mime finally speak. Marcel Carné later told a version of his story in 1945’s The Children of Paradise.)” (Shari Kizirian)
Der Schriftsteller Palle Rosenkranz verfasste nach dem Drehbuch zu Der tanzende Tor 1926 einen „Roman zum Film“, der 1928 auf Deutsch in der autorisierten Übersetzung von Else von Hollander-Lossow im Gefion-Verlag Berlin erschien.
Egon Monk erwähnt in seinem Artikel über Hans Christian Andersen in der Wochenzeitung Die Zeit Nr. 31 vom 27. Juli 1979 den Roman Der tanzende Tor von “Baron Palle Rosenkrantz”[sic].
Das Dänische Filmmuseum brachte den Film Der tanzende Tor von 1926 zusammen mit einem weiteren Film von Sandberg (Nedbrudte Nierver / The Hill Park Mystery (1923)) in einer restaurierten und viragierten Fassung auf DVD heraus; Ronen Thalmay übernahm dabei die Klavierbegleitung.

## Tondokumente
Der Titelschlager zu dem Film von Alexander Schirmann wurde mit dem remake von Der tanzende Tor 1926 erneut aufgelegt. Er erschien im Frühjahr 1927 in Deutschland auf zwei nunmehr elektrisch aufgenommenen Grammophonplatten im Handel:
- VOX 3608 E (mx. 1222 BB) Das Lied vom tanzenden Toren, aus dem Film Der tanzende Tor (A. Schirmann). Max Kuttner, Tenor, mit Orchesterbegleitung. Aufgen. im Februar 1927
- Grammophon 20 801 (mx. 117 bh) Das Lied vom tanzenden Toren, aus dem Film Der tanzende Tor (A. Schirmann). Hans Schwarz, Tenor, mit Paul-Godwin-Ensemble. Mech.copyr. 1927.

Beispiele für die Illustrationsmusik von Walter Schrøder in Aufnahmen aus Deutschland und Dänemark:
- His Master’s Voice X 2407 / 18-280 706 (mx. Bw 578-II) musik til stumfilmen "KLOVNEN" Nordisk Film 1926. Komponist: Walther Schrøder. Ferdy Kauffman og hans orkester, 1926.[7]
- His Master’s Voice X 2407 / 18-280 707 (mx. Bw 579-II) Sangen om Klovnen. musik til stumfilmen "KLOVNEN" Nordisk Film 1926. Komponist: Walther Schrøder. Ferdy Kauffman og hans orkester, 1926.[8]
- His Master’s Voice X 8114 (mx. OCS 3287-1A) Sangen om Klovnen. Langsom Vals (Walther Schrøder) Gylling Hansens Koncertorkester. Kenneth Baden Jones.[9]
- Polyphon X.S 42484 / S 42484 (mx. 4784 ar) Sangen om Klovnen (Walther Schrøder; Erling Grase) Operasanger Aage Thygesen. Tenor med Trio; Piano, Violin, og Cello.[10]